# Championnat de France masculin de handball 2019-2020
Navigation
Starligue 2018-2019 Starligue 2020-2021
Le championnat de France masculin de handball 2019-2020 est la soixante-huitième édition de cette compétition et la quatrième sous la dénomination de Lidl Starligue. Il s'agit du plus haut niveau du championnat de France de ce sport.
Quatorze clubs participent à cette édition de la compétition, les douze premiers du précédent championnat ainsi que deux clubs promus de Proligue, le C' Chartres Métropole handball (Premier de la saison régulière et vainqueur de la phase finale), et l'Union sportive de Créteil handball (finaliste de la phase finale).
Le 14 avril 2020, en conséquence de la pandémie de Covid-19, la LNH décide de l'arrêt du championnat après que 18 des 26 journées ont été disputées. Ainsi, le Paris Saint-Germain remporte son septième titre de Champion de France, le sixième consécutif (nouveau record). Le HBC Nantes et l'USAM Nîmes Gard complètent le podium. En bas du classement, aucun club n'est relégué puisque le championnat 2020-2021 passe à 16 clubs.

## Modalités

### Calendrier
Les principales dates du calendrier du championnat sont :
- 31 août 2019 : Trophée des champions
- 5 et 6 septembre 2019 : 1re journée du championnat
- du 6 au 8 décembre 2019 : entrée des clubs en Coupe de France (16e de finale)
- 17 et 18 décembre 2019 : 13e journée du championnat (fin des matchs aller)
- du 18 décembre au 5 février 2020 : trêve internationale (Championnat d'Europe)
- 11 mars 2020 : en conséquence de la pandémie de Covid-19, la LNH décide de l'annulation du Final-Four de la Coupe de la Ligue, initialement prévu le 14 et 15 mars 2020[3]
- 13 mars 2020 : en conséquence de la pandémie de Covid-19, la LNH décide de la suspension des championnats professionnels (Lidl Starligue et Proligue) jusqu'au 22 avril[4]
- 24 mars 2020 : en conséquence de la pandémie de Covid-19, la FFHB décide de l'annulation de l'ensemble des compétitions nationales (hors championnats professionnels) et en particulier les demi-finales et la finale (prévue le 16 mai 2020) de la Coupe de France[5].
- 14 avril 2020 : en conséquence de la pandémie de Covid-19, la LNH décide de l'arrêt des championnats professionnels (Lidl Starligue et Proligue) et la publication des résultats en l'état (et l'organisation du championnat 2020-2021 à 16 clubs)[1].
- 20 mai 2020 : date initiale de la 26e et dernière journée du championnat.

### Clubs participants
| \| Aix-en-P. Nîmes Chambéry Montpellier Dunkerque Istres St-Raphaël Nantes Chartres Toulouse Paris Créteil Ivry Tremblay \| Localisation des clubs engagés dans le championnat. |
| Aix-en-P. Nîmes Chambéry Montpellier Dunkerque Istres St-Raphaël Nantes Chartres Toulouse Paris Créteil Ivry Tremblay                                                           |

Légende des couleurs
- Phase de groupes de la Ligue des champions 2019-2020
- Qualifié pour la Coupe de l'EHF 2019-2020
- Promu de Proligue 2018-2019

| Club                                | Classement 2018-2019 | Entraîneur                          | Salle                                     | Capacité théorique | Saisons en D1 |
| ----------------------------------- | -------------------- | ----------------------------------- | ----------------------------------------- | ------------------ | ------------- |
| Paris Saint-Germain Handball        | 1er                  | Raúl González Gutiérrez             | Stade Pierre-de-Coubertin                 | 4 016              | 32e           |
| Montpellier Handball                | 2e                   | Patrice Canayer                     | Palais des sports René-Bougnol            | 3 000              | 25e           |
| Chambéry Savoie Mont Blanc Handball | 3e                   | Érick Mathé                         | Le Phare - Grand Chambéry                 | 4 500              | 26e           |
| Handball Club de Nantes             | 4e                   | Alberto Entrerríos                  | Palais des sports de Beaulieu             | 5 450              | 12e           |
| USAM Nîmes Gard                     | 5e                   | Franck Maurice                      | Le Parnasse                               | 4 191              | 33e           |
| Pays d'Aix Université Club handball | 6e                   | Jérôme Fernandez                    | Aréna du Pays d'Aix                       | 6 004              | 8e            |
| Saint-Raphaël Var Handball          | 7e                   | Rareș Fortuneanu                    | Palais des sports Jean-François-Krakowski | 2 000              | 14e           |
| Fenix Toulouse Handball             | 8e                   | Philippe Gardent                    | Palais des sports André-Brouat            | 3 751              | 24e           |
| Tremblay-en-France Handball         | 9e                   | Rastko Stefanovič Stéphane Imbratta | Palais des sports                         | 1 020              | 14e           |
| Dunkerque Handball Grand Littoral   | 10e                  | Patrick Cazal                       | Stades de Flandres                        | 2 500              | 29e           |
| Istres Provence Handball            | 11e                  | Gilles Derot                        | Halle polyvalente                         | 2 000              | 20e           |
| Union sportive d'Ivry               | 12e                  | Sébastien Quintallet                | Gymnase Auguste-Delaune                   | 1 500              | 62e           |
| C' Chartres MHB                     | 1er (D2)             | Toni Gerona                         | Halle Jean-Cochet                         | 1 200              | 2e            |
| Union sportive de Créteil           | 2e (D2)              | Pierre Montorier                    | Palais des sports Robert-Oubron           | 2 398              | 31e           |

A noter que l'intersaison est marqué par quatre changements d'entraîneurs, tous étrangers : Thierry Anti par Alberto Entrerríos (Nantes), Joël da Silva par Rareș Fortuneanu (St-Raphaël), Benjamin Braux par Rastko Stefanovič (Tremblay) et Jérôme Delarue par Toni Gerona (Chartres). En février, Rastko Stefanovič est remplacé par Stéphane Imbratta à Tremblay.

### Modalités de classement et de qualifications européennes
La Lidl Starligue est organisée en une poule unique de 14 clubs avec matchs aller - retour. Une équipe marque 2 points pour une victoire, 1 point pour un match nul et 0 point pour une défaite. Le titre de champion de Lidl Starligue est attribué à l'équipe qui obtient le plus de points à l'issue de la saison. Les 2 équipes les moins bien classées à l'issue de la saison sont reléguées en Proligue.
En cas d'égalité entre deux ou plusieurs équipes à l'issue de la compétition, leur classement est établi en tenant compte des facteurs suivants :
1. Le nombre de points à l'issue de la compétition dans les rencontres ayant opposé les équipes à égalité entre elles ;
2. La différence entre les buts marqués et les buts encaissés dans les rencontres ayant opposé les équipes à égalité entre elles ;
3. Le plus grand nombre de buts marqués à l'extérieur dans les rencontres ayant opposé les équipes à égalité entre elles ;
4. La différence entre les buts marqués et les buts encaissés sur l'ensemble des rencontres de la compétition ;
5. Le plus grand nombre de buts marqués sur l'ensemble des rencontres de la compétition ;
6. Le plus grand nombre de buts marqués à l'extérieur sur l'ensemble des rencontres de la compétition ;
7. tirage au sort effectué par la Commission d'Organisation des Compétitions.

Cette saison 2020-2021 est marquée par une réforme des coupes d'Europe,  :
- la Ligue des champions se dispute avec 16 clubs répartis en deux poules, suivi de play-offs pour les clubs classés de la 3e à la 6e place puis de quarts de finale et d'une finale à quatre ;
- la Coupe de l'EHF est renommée Ligue européenne (anglais : EHF European League[9]), avec une phase de groupe puis une phase à élimination directe terminée par une finale à quatre ;
- la Coupe Challenge est renommée Coupe européenne (anglais : EHF European Cup[9]) avec un système à élimination directe uniquement.

Conformément au règlement de la Fédération européenne de handball (EHF), la première place de la France au Coefficient EHF conduit aux modalités de qualification en coupes d'Europe suivantes pour la saison 2019/2020[réf. nécessaire] :
- Le champion de France est qualifié en Ligue des champions,
- Le deuxième et le troisième du championnat et les vainqueurs de la Coupe de la Ligue et de la Coupe de France sont qualifiés en Ligue européenne (ex-Coupe de l'EHF). Si le vainqueur d'une de ces deux coupes est déjà qualifié via le championnat, cette place qualificative est réattribuée selon le classement du championnat (au quatrième, etc.).

Les quatre clubs qualifiés pour la Ligue européenne ont la possibilité de déposer un dossier auprès de l'EHF pour obtenir une place en Ligue des champions, l'EHF statuera lors d'un comité exécutif sur la qualification de ces équipes pour cette dernière. De même, les clubs non qualifiés peuvent déposer un dossier auprès de l'EHF pour obtenir une place en Ligue européenne.

## Budgets et salaires
Le budget et la masse salariale des clubs, exprimée en millions d'Euros, est, :
| Clubs                               | Budgets  | Budgets         | Budgets   | Budgets      | Masse salariale | Masse salariale |
| Clubs                               | 2019-20  | Évolution       | Évolution | 2018-19      | 2019-20         | %               |
| ----------------------------------- | -------- | --------------- | --------- | ------------ | --------------- | --------------- |
| Paris Saint-Germain Handball        | 17,45 M€ | en augmentation | 2,3 %     | 17,06 M€     | 10,1 M€         | 57,9 %          |
| Montpellier Handball                | 8,24 M€  | en augmentation | 8,0 %     | 7,63 M€      | 3,5 M€          | 42,5 %          |
| Handball Club de Nantes             | 7,84 M€  | en augmentation | 15,8 %    | 6,77 M€      | 3,9 M€          | 49,7 %          |
| Pays d'Aix Université Club handball | 7,46 M€  | en augmentation | 13,3 %    | 6,58 M€      | 2,6 M€          | 34,9 %          |
| USAM Nîmes Gard                     | 4,62 M€  | en augmentation | 30,6 %    | 3,54 M€      | 2,1 M€          | 45,5 %          |
| Chambéry Savoie Mont Blanc Handball | 4,60 M€  | en augmentation | 19,4 %    | 3,85 M€      | 2,2 M€          | 47,8 %          |
| Dunkerque Handball Grand Littoral   | 4,32 M€  | en augmentation | 5,6 %     | 4,09 M€      | 2,2 M€          | 50,9 %          |
| Saint-Raphaël Var Handball          | 4,28 M€  | en augmentation | 1,9 %     | 4,20 M€      | 2,9 M€          | 67,8 %          |
| Tremblay-en-France Handball         | 3,77 M€  | en stagnation   | 0,0 %     | 3,77 M€      | 2,0 M€          | 53,1 %          |
| Fenix Toulouse Handball             | 3,64 M€  | en stagnation   | 0,0 %     | 3,64 M€      | 2,2 M€          | 60,4 %          |
| C' Chartres Métropole handball      | 3,50 M€  | en augmentation | 7,4 %     | 3,26 M€ (D2) | 1,9 M€          | 54,3 %          |
| Union sportive de Créteil           | 3,16 M€  | en augmentation | 19,3 %    | 2,65 M€ (D2) | 1,5 M€          | 47,5 %          |
| Union sportive d'Ivry               | 2,73 M€  | en diminution   | -2,0 %    | 2,79 M€      | 1,4 M€          | 51,3 %          |
| Istres Provence Handball            | 2,49 M€  | en augmentation | 18,5 %    | 2,10 M€      | 1,5 M€          | 60,2 %          |
| Budget moyen                        | 5,58 M€  | en augmentation | 7,7 %     | 5,18 M€*     | 2,9 M€          | 51,3 %          |
| Budget moyen (hors PSG)             | 4,67 M€  | en augmentation | 11,3 %    | 4,19 M€*     | 2,3 M€          | 49,4 %          |

*Les moyennes 2018-2019 sont celles calculées pour la saison 2018-2019, et non pas la moyenne des budgets 2018-2019 des clubs de cette saison.

## Compétition

### Classement final
En conséquence de la pandémie de Covid-19, le Championnat est arrêté après la 18e journée.
|    | Équipe                      | Pts | J  | G  | N | P  | Bp  | Bc  | Diff | Dép         |
| -- | --------------------------- | --- | -- | -- | - | -- | --- | --- | ---- | ----------- |
| 1  | Paris Saint-Germain T S     | 35  | 18 | 17 | 1 | 0  | 636 | 498 | 138  | -           |
| 2  | HBC Nantes                  | 29  | 18 | 14 | 1 | 3  | 559 | 473 | 86   | -           |
| 3  | USAM Nîmes Gard             | 26  | 18 | 12 | 2 | 4  | 548 | 505 | 43   | -           |
| 4  | Montpellier Handball        | 22  | 18 | 10 | 2 | 6  | 523 | 492 | 31   | -           |
| 5  | Fenix Toulouse              | 20  | 18 | 9  | 2 | 7  | 516 | 514 | 2    | -           |
| 6  | Pays d'Aix UC               | 18  | 18 | 8  | 2 | 8  | 484 | 497 | -13  | -           |
| 7  | Dunkerque HGL               | 15  | 18 | 7  | 1 | 10 | 448 | 479 | -31  | 2 p.        |
| 8  | Saint-Raphaël VHB           | 15  | 18 | 7  | 1 | 10 | 514 | 530 | -16  | 0 p.        |
| 9  | Chambéry SMB HB             | 14  | 18 | 6  | 2 | 10 | 488 | 481 | 7    | 2 p., +6 b. |
| 10 | C' Chartres MHB P           | 14  | 18 | 6  | 2 | 10 | 482 | 517 | -35  | 2 p., −6 b. |
| 11 | Istres Provence HB          | 13  | 18 | 6  | 1 | 11 | 461 | 507 | -46  | 2 p.        |
| 12 | US Ivry                     | 13  | 18 | 6  | 1 | 11 | 480 | 515 | -35  | 0 p.        |
| 13 | Tremblay-en-France Handball | 9   | 18 | 4  | 1 | 13 | 467 | 535 | -68  | 2 p.        |
| 14 | US Créteil P                | 9   | 18 | 4  | 1 | 13 | 476 | 539 | -63  | 0 p.        |

Ligue des champions
- Champion et qualifié
- Invité sur dossier

Ligue européenne (ex-Coupe de l'EHF)
- Qualifié
- Invité sur dossier

Relégation en Proligue 2020-2021
- Relégué : aucun (passage à 16 clubs)

Classement officiel
Abréviations
- T : Tenant du titre 2019
- P : Promus de Proligue
- C : Vainqueur de la Coupe de France (Annulée)
- L : Vainqueur de la Coupe de la Ligue (Annulée)
- S : Vainqueur du Trophée des champions

### Évolution du classement
- Leader du classement

| MHB | PSG | PSG | PSG | PSG | PSG | PSG | PSG | PSG | PSG | PSG | PSG | PSG | PSG | PSG | PSG | PSG | PSG |
|     |     |     |     |     |     |     |     |     |     |     |     |     |     |     |     |     |     |
| 01  | 02  | 03  | 04  | 05  | 06  | 07  | 08  | 09  | 10  | 11  | 12  | 13  | 14  | 15  | 16  | 17  | 18  |

- Journée par journée

| Club        | 1  | 2  | 3  | 4  | 5  | 6  | 7  | 8  | 9  | 10 | 11 | 12 | 13 | 14 | 15 | 16 | 17 | 18 | 19 à 26                |
| ----------- | -- | -- | -- | -- | -- | -- | -- | -- | -- | -- | -- | -- | -- | -- | -- | -- | -- | -- | ---------------------- |
| Aix         | 6  | 3  | 2  | 2  | 4  | 3  | 4  | 5  | 4  | 6  | 6  | 6  | 6  | 6  | 6  | 6  | 6  | 6  | Journées non disputées |
| Chambéry    | 3  | 4  | 8  | 9  | 10 | 11 | 10 | 10 | 11 | 11 | 11 | 10 | 9  | 9  | 10 | 9  | 10 | 9  | Journées non disputées |
| Chartres    | 9  | 8  | 9  | 11 | 11 | 10 | 12 | 12 | 12 | 12 | 12 | 11 | 11 | 11 | 11 | 10 | 9  | 10 | Journées non disputées |
| Créteil     | 14 | 14 | 11 | 13 | 13 | 12 | 14 | 14 | 14 | 14 | 14 | 14 | 14 | 14 | 14 | 14 | 14 | 14 | Journées non disputées |
| Dunkerque   | 10 | 10 | 10 | 8  | 5  | 9  | 9  | 7  | 7  | 7  | 7  | 7  | 8  | 7  | 7  | 7  | 7  | 7  | Journées non disputées |
| Istres      | 13 | 9  | 6  | 7  | 6  | 8  | 8  | 8  | 8  | 9  | 8  | 9  | 10 | 10 | 9  | 11 | 11 | 11 | Journées non disputées |
| Ivry        | 11 | 13 | 13 | 10 | 9  | 5  | 7  | 9  | 9  | 10 | 10 | 12 | 12 | 12 | 12 | 12 | 12 | 12 | Journées non disputées |
| Montpellier | 1  | 7  | 7  | 4  | 3  | 4  | 3  | 2  | 5  | 4  | 4  | 4  | 4  | 4  | 4  | 5  | 4  | 4  | Journées non disputées |
| Nantes      | 5  | 5  | 4  | 3  | 2  | 2  | 2  | 6  | 6  | 5  | 5  | 3  | 2  | 2  | 2  | 2  | 2  | 2  | Journées non disputées |
| Nîmes       | 4  | 2  | 3  | 5  | 7  | 7  | 5  | 4  | 2  | 2  | 2  | 2  | 3  | 3  | 3  | 3  | 3  | 3  | Journées non disputées |
| Paris SG    | 2  | 1  | 1  | 1  | 1  | 1  | 1  | 1  | 1  | 1  | 1  | 1  | 1  | 1  | 1  | 1  | 1  | 1  | Journées non disputées |
| St-Raphaël  | 8  | 12 | 14 | 14 | 14 | 14 | 13 | 11 | 10 | 8  | 9  | 8  | 7  | 8  | 8  | 8  | 8  | 8  | Journées non disputées |
| Toulouse    | 7  | 11 | 5  | 6  | 8  | 6  | 6  | 3  | 3  | 3  | 3  | 5  | 5  | 5  | 5  | 4  | 5  | 5  | Journées non disputées |
| Tremblay    | 12 | 6  | 12 | 12 | 12 | 13 | 11 | 13 | 13 | 13 | 13 | 13 | 13 | 13 | 13 | 13 | 13 | 13 | Journées non disputées |

Légende
- Leader (1re place)
- Qualification européenne (2e et 3e places)
- Places de relégable (13e et 14e places)
- Champion de France

### Matchs
| Résultats (dom.\ext.)                                      | Aix   | Chamb | Chart | Crét  | Dunk  | Istres | Ivry  | Montp | Nant  | Nîm   | PSG   | St-Ra | Toul  | Trem  |
| Pays d'Aix UC                                              |       | 29-28 | -     | 28-23 | 27-24 | 31-23  | 32-25 | -     | -     | 29-34 | 28-38 | 25-27 | -     | 28-26 |
| Chambéry SMB HB                                            | 30-22 |       | 30-20 | -     | -     | 29-23  | -     | 27-24 | 28-29 | 28-28 | -     | -     | 24-25 | 33-25 |
| C' Chartres MHB                                            | 25-29 | 26-22 |       | 29-30 | -     | 25-23  | -     | -     | 28-38 | -     | 30-36 | 29-33 | 24-30 | 23-23 |
| US Créteil                                                 | -     | 25-25 | 26-27 |       | 20-27 | 27-26  | 27-24 | -     | 27-34 | 28-35 | 29-38 | -     | 23-29 | -     |
| Dunkerque HGL                                              | -     | 22-23 | 24-24 | 26-25 |       | 24-26  | 26-22 | -     | 15-34 | 16-25 | -     | 27-25 | -     | 24-19 |
| Istres Provence HB                                         | 21-25 | -     | 24-30 | 32-30 | 26-30 |        | 29-26 | 25-25 | -     | -     | 25-35 | -     | -     | 24-23 |
| US Ivry                                                    | 23-23 | 28-24 | 26-28 | -     | -     | -      |       | 30-25 | 26-32 | 26-32 | 24-30 | 31-30 | 36-29 | -     |
| Montpellier Handball                                       | 32-26 | 28-27 | 29-25 | 36-25 | 29-28 | 27-28  | 27-24 |       | 28-29 | -     | -     | 35-34 | -     | 36-25 |
| HBC Nantes                                                 | 25-24 | -     | 33-31 | -     | 29-24 | 29-26  | 38-24 | -     |       | -     | 29-29 | 28-22 | 26-34 | 39-20 |
| USAM Nîmes Gard                                            | 30-28 | 38-31 | 32-25 | 29-35 | 30-28 | 34-22  | -     | 25-24 | 26-25 |       | 28-31 | -     | -     | -     |
| Paris Saint-Germain                                        | 36-23 | 32-29 | -     | 39-26 | 36-25 | -      | -     | 35-30 | 32-29 | 39-29 |       | 39-26 | 34-28 | -     |
| Saint-Raphaël VHB                                          | -     | 28-23 | -     | 32-29 | -     | 29-33  | 28-31 | 29-29 | 29-33 | 30-27 | -     |       | 20-18 | 29-26 |
| Fenix Toulouse                                             | 27-27 | -     | 29-33 | -     | 31-28 | 28-25  | 32-23 | 25-33 | -     | 32-32 | 28-36 | 33-32 |       | 36-27 |
| Tremblay-en-France Handball                                | -     | 29-27 | -     | 23-21 | 28-30 | -      | 23-31 | 25-26 | -     | 28-34 | 32-41 | 34-31 | 31-22 |       |
| - Victoire à domicile - Match nul - Victoire à l'extérieur |       |       |       |       |       |        |       |       |       |       |       |       |       |       |

## Statistiques et récompenses

### Meilleurs buteurs
Au terme du Championnat (arrêté à la 18e journée), les meilleurs buteurs sont :
| #  | Joueur             | Club                 | Buts / Tirs | % Tir   | MJ | BPM  | Ch.      | 7m      |
| -- | ------------------ | -------------------- | ----------- | ------- | -- | ---- | -------- | ------- |
| 1  | Raphaël Caucheteux | Saint-Raphaël VHB    | 145 / 197   | 73,60 % | 18 | 8,06 | 94 / 136 | 51 / 61 |
| 2  | Benjamin Bataille  | US Ivry              | 110 / 180   | 61,11 % | 17 | 6,47 | 90 / 151 | 20 / 29 |
| 3  | Morten Vium        | C' Chartres MHB      | 106 / 135   | 78,52 % | 18 | 5,89 | 59 / 76  | 47 / 59 |
| 4  | Hugo Descat        | Montpellier Handball | 104 / 133   | 78,20 % | 17 | 6,12 | 66 / 84  | 38 / 49 |
| 5  | Valero Rivera      | HBC Nantes           | 99 / 134    | 73,88 % | 17 | 5,82 | 52 / 79  | 47 / 55 |
| 6  | Elohim Prandi      | USAM Nîmes Gard      | 94 / 152    | 61,84 % | 18 | 5,22 | 92 / 148 | 2 / 4   |
| 7  | Fahrudin Melić     | Chambéry SMB HB      | 92 / 125    | 73,60 % | 17 | 5,41 | 51 / 69  | 41 / 56 |
| 8  | Ferrán Solé        | Fenix Toulouse       | 87 / 119    | 73,11 % | 17 | 5,12 | 63 / 82  | 24 / 37 |
| 9  | Mikkel Hansen      | Paris Saint-Germain  | 85 / 111    | 76,58 % | 12 | 7,08 | 38 / 58  | 47 / 53 |
| 10 | Mohammad Sanad     | USAM Nîmes Gard      | 84 / 118    | 71,19 % | 18 | 4,67 | 52 / 75  | 32 / 43 |

### Meilleurs gardiens de buts
Au terme du Championnat (arrêté à la 18e journée), les meilleurs gardiens de buts (en nombre d'arrêts) sont :
| #  | Joueur           | Club                 | Arrêts / Tirs | % Arr.  | MJ | APM   | Ch.       | 7m      |
| -- | ---------------- | -------------------- | ------------- | ------- | -- | ----- | --------- | ------- |
| 1  | Mate Šunjić      | US Ivry              | 179 / 629     | 28,46 % | 18 | 9,94  | 173 / 586 | 6 / 43  |
| 2  | Rémi Desbonnet   | USAM Nîmes Gard      | 178 / 560     | 31,79 % | 18 | 9,89  | 170 / 525 | 8 / 35  |
| 3  | Wesley Pardin    | Pays d'Aix UC        | 175 / 529     | 33,08 % | 17 | 10,29 | 161 / 482 | 14 / 47 |
| 4  | Jef Lettens      | Fenix Toulouse       | 169 / 521     | 32,44 % | 17 | 9,94  | 159 / 474 | 10 / 47 |
| 5  | Emil Nielsen     | HBC Nantes           | 161 / 465     | 34,62 % | 18 | 8,94  | 153 / 416 | 8 / 49  |
| 6  | Mihai Popescu    | Saint-Raphaël VHB    | 137 / 473     | 28,96 % | 18 | 7,61  | 127 / 439 | 10 / 34 |
| 7  | Patrice Annonay  | Tremblay-en-France   | 135 / 426     | 31,69 % | 17 | 7,94  | 130 / 390 | 5 / 36  |
| 8  | Marin Šego       | Montpellier Handball | 134 / 492     | 27,24 % | 18 | 7,44  | 125 / 445 | 9 / 47  |
| 9  | Rodrigo Corrales | Paris Saint-Germain  | 130 / 360     | 36,11 % | 14 | 9,29  | 125 / 334 | 3 / 24  |
| 10 | Yann Genty       | Chambéry SMB HB      | 129 / 413     | 31,23 % | 18 | 7,17  | 127 / 391 | 2 / 22  |

### Élection du joueur du mois
Chaque mois, l'Association des joueurs professionnels de handball (AJPH) désigne trois joueurs parmi lesquels les internautes et un jury d'experts (50% des votes chacun) élisent le meilleur joueur du mois en championnat :
| Mois      | Joueur du mois                                   | Autres nommés                                    | Autres nommés                                    |
| --------- | ------------------------------------------------ | ------------------------------------------------ | ------------------------------------------------ |
| Septembre | Emil Nielsen (41 %, HBC Nantes)                  | Nedim Remili (33 %, Paris Saint-Germain)         | Valentin Porte (26 %, Montpellier Handball)      |
| Octobre   | Luc Steins (56 %, Fenix Toulouse Handball)       | Elohim Prandi (26 %, USAM Nîmes Gard)            | Linus Persson (18 %, US Ivry)                    |
| Novembre  | Mikkel Hansen (66 %, Paris Saint-Germain)        | O'Brian Nyateu (25,6 %, USAM Nîmes Gard)         | Raphaël Caucheteux (8,4 %, Saint-Raphaël VHB)    |
| Décembre  | Nicolas Tournat (48 %, HBC Nantes)               | Mikkel Hansen (35 %, Paris Saint-Germain)        | Rémi Desbonnet (17 %, USAM Nîmes Gard)           |
| Janvier   | non décerné du fait du Championnat d'Europe 2020 | non décerné du fait du Championnat d'Europe 2020 | non décerné du fait du Championnat d'Europe 2020 |
| Février   | Sander Sagosen (60,2% %, Paris Saint-Germain)    | O'Brian Nyateu (25,5 %, USAM Nîmes Gard)         | Benjamin Bataille (14,3 %, US Ivry)              |

### Meilleurs handballeurs de la saison
La liste des nommés pour les Trophées LNH 2020 a été dévoilé le 7 mai. La cérémonie des trophées LNH 2020 a également été annulée en raison de la pandémie de Covid-19 mais les résultats du vote des fans et des entraîneurs sont dévoilés le 26 mai 2020 sur Facebook et Youtube :
| Corrales Descat Tournat Sanad Prandi Sagosen Remili Meilleur joueur : Sander Sagosen Meilleur espoir : Emil Nielsen Meilleur entraîneur : Raúl González Meilleur défenseur : Viran Morros               |
| Équipe-type du Championnat 2019-2020 |
| · Corrales · Descat · Tournat · Sanad · Prandi · Sagosen · Remili Meilleur joueur : Sander Sagosen Meilleur espoir : Emil Nielsen Meilleur entraîneur : Raúl González Meilleur défenseur : Viran Morros |

| Catégorie                                                       | Joueur                                 | Catégorie              | Joueur                                |
| Meilleur joueur : Sander Sagosen (Paris Saint-Germain Handball) |                                        |                        |                                       |
| Meilleur gardien de but                                         | Rodrigo Corrales (Paris Saint-Germain) | Meilleur défenseur     | Viran Morros (Paris Saint-Germain)    |
| Meilleur gardien de but                                         | Emil Nielsen (HBC Nantes)              | Meilleur défenseur     | Quentin Dupuy (USAM Nîmes Gard)       |
| Meilleur gardien de but                                         | Wesley Pardin (Pays d'Aix UCH)         | Meilleur défenseur     | Dragan Pechmalbec (HBC Nantes)        |
| Meilleur ailier gauche                                          | Hugo Descat (Montpellier Handball)     | Meilleur ailier droit  | Mohammad Sanad (USAM Nîmes Gard)      |
| Meilleur ailier gauche                                          | Raphaël Caucheteux (Saint-Raphaël VHB) | Meilleur ailier droit  | Ferrán Solé (Fenix Toulouse)          |
| Meilleur ailier gauche                                          | Valero Rivera (HBC Nantes)             | Meilleur ailier droit  | Morten Vium (C' Chartres)             |
| Meilleur arrière gauche                                         | Elohim Prandi (USAM Nîmes Gard)        | Meilleur arrière droit | Nedim Remili (Paris Saint-Germain)    |
| Meilleur arrière gauche                                         | Benjamin Bataille (US Ivry)            | Meilleur arrière droit | Valentin Porte (Montpellier Handball) |
| Meilleur arrière gauche                                         | Mikkel Hansen (Paris Saint-Germain)    | Meilleur arrière droit | Luc Tobie (USAM Nîmes Gard)           |
| Meilleur demi-centre                                            | Sander Sagosen (Paris Saint-Germain)   | Meilleur pivot         | Nicolas Tournat (HBC Nantes)          |
| Meilleur demi-centre                                            | Aymeric Minne (HBC Nantes)             | Meilleur pivot         | Luka Karabatic (Paris Saint-Germain)  |
| Meilleur demi-centre                                            | O'Brian Nyateu (USAM Nîmes Gard)       | Meilleur pivot         | Kamil Syprzak (Paris Saint-Germain)   |
| Meilleur espoir                                                 | Emil Nielsen (HBC Nantes)              | Meilleur entraîneur    | Raúl González (Paris Saint-Germain)   |
| Meilleur espoir                                                 | Ayoub Abdi (Fenix Toulouse)            | Meilleur entraîneur    | Alberto Entrerríos (HBC Nantes)       |
| Meilleur espoir                                                 | Ewan Kervadec (US Créteil)             | Meilleur entraîneur    | Franck Maurice (USAM Nîmes Gard)      |
| Meilleur espoir                                                 | Antonin Mohamed (US Ivry)              | Meilleur entraîneur    | -                                     |
| Meilleur espoir                                                 | Reinier Taboada (Dunkerque HGL)        | Meilleur entraîneur    | -                                     |

## Bilan de la saison
| Tableau d'honneur de la saison 2019-2020 |                                                            |                                                                                     |
| Compétition                              | Vainqueur                                                  | Commentaire                                                                         |
| Championnat de France                    | Paris Saint-Germain                                        | 7e victoire                                                                         |
| Trophée des champions                    | Paris Saint-Germain                                        | 4e victoire                                                                         |
| Coupe de la Ligue                        | Annulée en demi-finale à cause de la pandémie de Covid-19. | Annulée en demi-finale à cause de la pandémie de Covid-19.                          |
| Coupe de France                          | Annulée en demi-finale à cause de la pandémie de Covid-19. | Annulée en demi-finale à cause de la pandémie de Covid-19.                          |
| Bilan en coupes d'Europe 2019-2020       |                                                            |                                                                                     |
| Compétition                              | Qualifiés                                                  | Commentaire                                                                         |
| Ligue des champions, poule haute         | Paris Saint-Germain                                        | 3e place                                                                            |
| Ligue des champions, poule haute         | Montpellier Handball                                       | Éliminé lors de la réorganisation de la compétition liée à la pandémie de Covid-19. |
| Coupe de l'EHF                           | HBC Nantes                                                 | Compétition arrêtée pendant la phase de groupes à cause de la pandémie de Covid-19. |
| Coupe de l'EHF                           | USAM Nîmes Gard                                            | Compétition arrêtée pendant la phase de groupes à cause de la pandémie de Covid-19. |
| Coupe de l'EHF                           | Pays d'Aix UCH                                             | Compétition arrêtée pendant la phase de groupes à cause de la pandémie de Covid-19. |
| Coupe de l'EHF                           | Chambéry SMB HB                                            | éliminé au 3e tour (par Aix)                                                        |
| Qualifications européennes 2020-2021     |                                                            |                                                                                     |
| Compétition                              | Qualifiés                                                  | Commentaire                                                                         |
| Ligue des champions                      | Paris Saint-Germain                                        | Champion de France                                                                  |
| Ligue des champions                      | HBC Nantes                                                 | Deuxième du championnat (invité)                                                    |
| Ligue européenne (ex-Coupe de l'EHF)     | USAM Nîmes Gard                                            | Troisième du championnat                                                            |
| Ligue européenne (ex-Coupe de l'EHF)     | Montpellier Handball                                       | Quatrième du championnat                                                            |
| Ligue européenne (ex-Coupe de l'EHF)     | Fenix Toulouse Handball                                    | Cinquième du championnat                                                            |
| Ligue européenne (ex-Coupe de l'EHF)     | Pays d'Aix UCH                                             | Sixième du championnat (invité)                                                     |
| Promotions et relégations                |                                                            |                                                                                     |
| Relégués en Division 2                   | Aucune descente (passage à 16 clubs)                       | Aucune descente (passage à 16 clubs)                                                |
| Promu : Premier du Championnat           | Cesson Rennes MHB                                          | Retour après 1 saison en D2                                                         |
| Promu : Deuxième du Championnat          | Limoges Hand 87                                            | 1re accession après 5 saisons en D2                                                 |